# Mezei András
Mezei András, született Meisler Andor (Budapest, 1930. december 23. – Budapest, 2008. május 30.) magyar író, költő, szerkesztő.

## Életpályája
Meisler Dezső és Deutsch Emma (1902–1976) fiaként született. Gyermekkorát Nógrádmarcalban töltötte. Négy polgárit és négy ipari gimnáziumot végzett, majd vasesztergályos és lakatos lett. A második világháború idején apját Auschwitzba deportálták, ahol a tábor felszabadításának első napján felakasztotta magát. Családjából édesanyjával ketten maradtak életben. 1949–1950-ben Izraelben élt. Hazatérése után technikumi érettségit tett, szaktanári főiskolát végzett, 1951–1957 között tervező technikus volt. 1957–1958-ban a Magyar Távirati Iroda gyakornoka, majd a Művelődésügyi Minisztérium sajtóosztályának előadója volt. 1958–1992 között az Élet és Irodalom rovatvezetője, főmunkatársa volt. 1966-ban az ELTE-n diplomát szerzett. 1992-től a Belvárosi Könyvkiadó alapító igazgatója, 1993-ban a CET című folyóirat alapítója, majd főszerkesztője volt.
A budapesti Szent János Kórházban hunyt el 2008. május 30-án.
A budapesti Farkasréti izraelita temetőben nyugszik.

## Munkássága
A Tűz-tánc költői csoportosulásához tartozott, közéletiség jellemezte verseit. A De profundis című négy hangra írt rapszódiában az akkori közelmúlt lírai értelmezését kísérli meg. Az Újhold és az „elvont tárgyiasság” hatott lírájára. Verseiben az ókori kultúrák iránti vonzódás számtalan jelét tapasztaljuk. Verseskötetei mellett regényeket is írt. Szerencsés Dániel című regényéből 1983-ban nagy sikerű tévéfilm készült. Polemikus, szenvedélyes hangú közírói munkáit kötetekbe gyűjtötte, esettanulmányai a magyar valóság kényes területeire irányítják a figyelmet. Útirajzokat, rádiójátékokat is írt. Publicisztikái közül a magyar gazdaság és közélet kétségbeejtő állapotát jellemző Ilyen gazdagok vagyunk? (1981), a Magyar kocka (1984) (Rubik Ernő találmányáról) és a Ki beszél itt már Mexikóról? (1986) (labdarúgás-témájú, alcíme: válasz Végh Antalnak) című esettanulmányai ismertebbek.

## Művek

### Versek
- Torlódó idő (1961)
- Mulandóság sebei (1963)
- Messziről érkezett virág (1965)
- Legendák születőben (1966)
- Bábel (1966)
- Május örökké (1968)
- Csillagok tábora (1971)
- Fehér a fehéren (1977)
- Fehér malom (1978)
- És eljön… (1981)
- 11 (1987)
- Ez a hazád (1988)
- Mindenki megégetheti magát (1988)
- Zsidó versek (1990)
- Itt a vadnyugat (1991)
- Adorno (1993)
- Eredet (1996)
- Honfoglaló (1998)
- A vég kezdete felől (1999)
- Két égbolt alatt (2000)
- Lesz-e bárka?; CET Belvárosi, Budapest, 2006
- Hár-mas könyv; CET Belvárosi, Budapest, 2007
- Christmas in Auschwitz; ford. angolra Thomas Ország-Land; Smokestack Books, Middlesbrough, 2010

### Regények
- A csodatévő (1966) (kisregény)
- Kezdetben (1970) (kisregény)
- Szerelmes Icarus (1972)
- Svédcsavar (1974) (ifjúsági regény)
- Az író álnevei (1979)
- Ló az istállóban (1980) (gyermekregény)
- Szerencsés Dániel (1983)
- Éva és sok-sok Ádám (1986)
- Szerencsés Dániel. A Hunyorgó regénye, 1956; Athenaeum, Budapest, 2006

### Egyéb művek
- Vaskerület (Földesi Józseffel) (1958) (publikáció)
- Az öröm futása (1973) (cikkgyűjtemény)
- Noé bárkája (1976) (útirajzok)
- Megkérdeztük (1976, 1982) (interjúk)
- Halálom után - Tus a halál ellen (1980) (hangjátékok)
- Ilyen gazdagok vagyunk? (1981) (cikkgyűjtemény)
- A csodatévő és más történetek (1984)
- Magyar kocka avagy Még mindig ilyen gazdagok vagyunk? (1984)
- Ki beszél itt már Mexikóról? (1986)
- Kettős kötődés (2000) (esszék)
- Holokauszt! Emlékezz! Holokauszt 1944–2004 (2004) (Sós László–Kemény Éva–Mezei András)

## Díjai, elismerései
- József Attila-díj (1964)
- SZOT-díj (1972)
- A Művészeti Alap Irodalmi Díja (1979)
- A Munka Érdemrend ezüst fokozata (1981)
- Gábor Andor-díj (1984)
- Kotzetnik-díj (1986) [Izrael]
- Arany János-díj (1997)
- CET Irodalmi Díj (2000)